# Холобань
Холобань, Холобані (рум. Holobani) — село у повіті Алба в Румунії. Входить до складу комуни Лупша.
Село розташоване на відстані 306 км на північний захід від Бухареста, 37 км на північний захід від Алба-Юлії, 57 км на південний захід від Клуж-Напоки.

## Населення
За даними перепису населення 2002 року у селі проживали 17 осіб, усі — румуни. Усі жителі села рідною мовою назвали румунську.